# Могутовский
Могутовский — посёлок в Брединском районе Челябинской области России. Входит в Боровское сельское поселение. 

## История
В 1855 году основан казачий посёлок и назван в честь Василия Ивановича Могутова, атамана Оренбургского казачьего войска. 
В 1929 году организован колхоз «Заветы Ленина».

## География
Расположен в северной части района, на берегу реки Камышлы-Аят.  Расстояние до районного центра посёлка Бреды 45 км; до центра сельского поселения села Борового 18 км.

## Население
| 2002 | 2010 |
| ---- | ---- |
| 717  | ↘564 |

(в 1873 - 526, в 1889 - 710, в 1900 - 870, в 1926 - 1558, в 1970 - 771, в 1983 - 566, в 1995 - 702)

## Улицы
- Дорожная,
- Лесная,
- переулок Мира,
- Мостовой переулок,
- Набережная,
- Почтовый переулок,
- Речная,
- Центральный переулок,
- Школьная.

## Инфраструктура
- Основная школа,
- фельдшерско-акушерский пункт,
- клуб,
- библиотека.